# گایزنهاین
گایزنهاین (به آلمانی: Geisenhain) یک شهر در آلمان است که در زاله‌هلتسلاند واقع شده‌است. گایزنهاین ۱۷۸ نفر جمعیت دارد.